# Tętnica pachowa

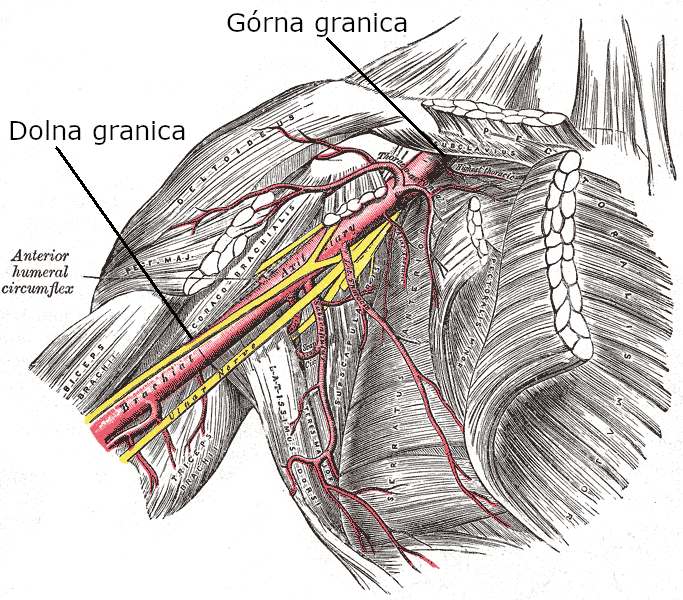
Tętnica pachowa z zaznaczonymi jej granicami

Tętnica pachowa (łac. arteria axillaris, ang. axillary artery) – w anatomii człowieka tętnica stanowiąca przedłużenie tętnicy podobojczykowej. Rozpoczyna się na wysokości brzegu zewnętrznego pierwszego żebra i biegnie przez jamę pachową, gdzie jest otoczona pęczkami splotu ramiennego. Środkowa część pęczka naczyniowo-nerwowego jest przykryta mięśniem piersiowym mniejszym. Dzięki temu, topograficznie wyróżnia się w obrębie pnia tętnicy odcinek górny (powyżej mięśnia), odcinek środkowy i odcinek dolny (poniżej mięśnia). Tętnica pachowa kończy się poniżej brzegu dolnego ścięgna mięśnia piersiowego większego przechodząc w tętnicę ramienną. 
Gałęzie tętnicy pachowej zaopatrują kości i mięśnie obręczy kończyny górnej, mięśnie piersiowe, zębaty przedni i najszerszy grzbietu, staw ramienny oraz gruczoł sutkowy.
Od tętnicy pachowej odchodzą tętnice tworzące sieć tętniczą klatki piersiowej. Punkty odejścia tych gałęzi są bardzo zmienne i bywają trudne do odnalezienia podczas preparacji. Są to:
- w odcinku górnym tętnica piersiowa górna,
- w odcinku środkowym tętnica piersiowo-barkowa i tętnica piersiowa boczna,
- w odcinku dolnym tętnica podłopatkowa, tętnica okalająca ramię przednia, tętnica okalająca ramię tylna, a także tętnica piersiowa boczna (odchodząca wspólnym pniem z tętnicą podłopatkową, przebijająca mięsień piersiowy większy i częściowo unaczyniająca gruczoł sutkowy).